# PhpList
phpList es un software de código abierto para la gestión de listas de correo electrónico. Está diseñado para la divulgación de información -como boletines, novedades, publicidad- a una lista de suscriptores. Está escrito en PHP y utiliza una base de datos MySQL para almacenar la información.

## Introducción
phpList puede administrar una base de datos en línea para realizar envíos de mensajes de correo electrónico a un gran número de suscriptores. La gestión de las suscripciones -registro, cambios de datos personales, y darse de baja- está automatizada. Suscripciones a una o más listas, se realizan por medio de una página de suscripción que se puede integrar en un sitio web.
La información que se pide durante el registro -por ejemplo, país de residencia, idioma, fecha de nacimiento, comida favorita, etc.- está determinada por los administradores de las listas y puede ser modificada en cualquier momento. Esta información puede entonces ser utilizada para campañas enfocadas de envíos de mensajes, es decir, los envíos pueden ser limitados a los suscriptores que cumplen determinados criterios, como por ejemplo el país o la ciudad en que residen.
phpList está disponible en 16 idiomas: inglés, español, portugués, francés, italiano, alemán, neerlandés, danés, sueco, polaco, húngaro, esloveno, persa, japonés, chino, y vietnamita. La interfaz pública está disponible en 31 idiomas. La documentación que detalla las funciones y características del software está disponible en inglés y está parcialmente traducido al español, francés, y noruego. 

## Sistemas Operativos
El software fue desarrollado en un sistema GNU Linux con Apache. Es también compatible con sistemas operativos Unix, OpenBSD, FreeBSD, Mac OS y Windows.

## Conectividad con bases de datos
phpList está diseñado para conectarse con una base de datos MySQL. Con su soporte de ADOdb es posible extender su conectividad a otras bases de datos, como PostgreSQL, Microsoft SQL Server, SQLite, Sybase, IBM DB2, Oracle, etc.